# Paralarinia agnata
Paralarinia agnata is een spinnensoort in de taxonomische indeling van de wielwebspinnen (Araneidae).
Het dier behoort tot het geslacht Paralarinia. De wetenschappelijke naam van de soort werd voor het eerst geldig gepubliceerd in 1970 door Manfred Grasshoff.